# Indyjski kalendarz narodowy
Indyjski zreformowany kalendarz narodowy – oficjalny, urzędowy kalendarz stosowany w Indiach. Jest używany obok kalendarza gregoriańskiego przez Gazette of India, w wiadomościach nadawanych przez radiostację All India Radio oraz w komunikatach publikowanych przez rząd Indii. 
Jest to kalendarz słoneczny, w którym rok podzielony jest na 12 miesięcy i ma 365 dni (w latach przestępnych 366 dni).

## Struktura kalendarza
| lp. | miesiąc                  | długość | data początku (kal. gregoriański) |
| 1.  | Ćajtra                   | 30/31   | 22 marca*                         |
| 2.  | Wajśakha                 | 31      | 21 kwietnia                       |
| 3.  | Dźjesztha                | 31      | 22 maja                           |
| 4.  | Aszadha                  | 31      | 22 czerwca                        |
| 5.  | Śrawana                  | 31      | 23 lipca                          |
| 6.  | Bhadrapada               | 31      | 23 sierpnia                       |
| 7.  | Aświna                   | 30      | 23 września                       |
| 8.  | Karttika                 | 30      | 23 października                   |
| 9.  | Margaśirsza - Agrahayana | 30      | 22 listopada                      |
| 10. | Pausza                   | 30      | 22 grudnia                        |
| 11. | Magha                    | 30      | 21 stycznia                       |
| 12. | Phalguna                 | 30      | 20 lutego                         |

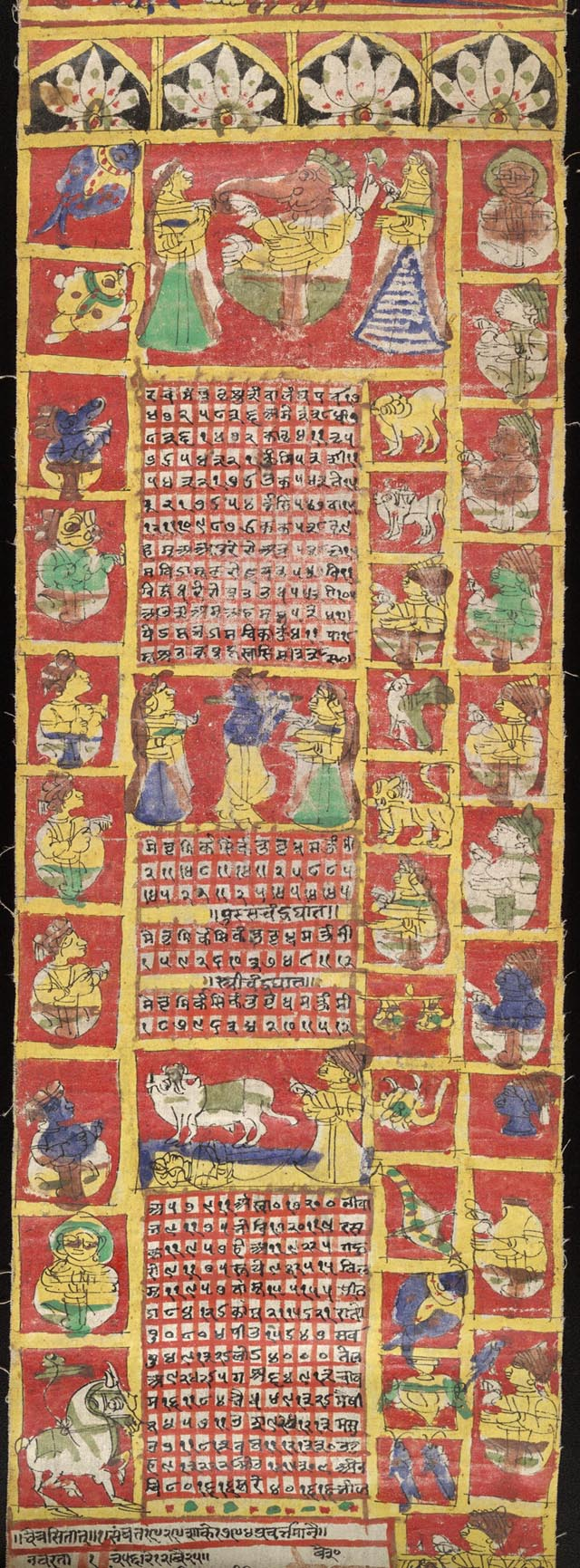
Kalendarz hinduistyczny

W latach przestępnych ćajtra ma 31 dni i zaczyna się 21 marca. Podobnie jak w kalendarzu perskim wszystkie miesiące pierwszej połowy roku mają 31 dni, co odpowiada wolniejszemu ruchowi Słońca po ekliptyce w tym okresie. 
Nazwy miesięcy pochodzą ze zreformowanego kalendarza księżycowo-słonecznego era Wikrama z pewnymi różnicami w ich wymowie, co bywa przyczyną niejasności, do którego należą kalendarza.
Lata liczy się według ery Śaka (na pamiątkę zwycięstwa nad Sakami), która zaczęła się (rok 0) w 78 r. Aby określić, czy rok jest przestępny należy dodać 78 do roku ery Saka - w rezultacie, jeśli rok jest rokiem przestępnym w kalendarzu gregoriańskim, to jest przestępnym w erze Saka.

## Wprowadzenie kalendarza
Kalendarz hinduski był opracowany przez specjalny komitet reformy kalendarza (Calendar Reform Committee). Rząd Indii utworzył go w 1952 roku. Zadanie komitetu polegało na ujednoliceniu bardzo licznych systemów liczenia czasu występujących w Indiach. Kalendarz jest częścią Indian Ephemeris and Nautical Almanac, kompendium zawierającego informacje astronomiczne. Są w nim również dane i wzory pozwalające określić czas potrzebny do sporządzenia religijnego kalendarza hinduistycznego.
Oficjalnym początkiem kalendarza był 1 ćajtra, 1879 ery Saka, czyli 22 marca 1957.